# Неоплачиваемый отпуск
Неоплачиваемый отпуск (также отпуск без содержания, отпуск за свой счёт) — один из видов отпуска, предусмотренных трудовыми отношениями между работником и работодателем. В Западных капиталистических странах англосаксонской модели (США, Великобритания) неоплачиваемый отпуск мало распространён (исключение составляют госучреждения где он длится максимум одну-две недели). Частные работодатели в них предпочитают сразу массово сокращать (то есть увольнять по сокращению штатов) рабочих в период экономического спада, сохраняя при этом высокие зарплаты у остающихся. Во Франции, Корее[какой?], Германии и других странах с сильным социалистическим элементом в капитализме преобладает смешанный подход к использованию неоплаченного отпуска.
Законодательство России.
Может быть как добровольным (по желанию работника), так и принудительным (по желанию работодателя). Добровольный не оплачивается и обычно составляет в госучреждениях не более 15 дней в год, но частные компании имеют право диктовать свои условия. При этом работодателями неоплачиваемый отпуск часто рассматривается как один из методов смягчения финансовых последствий экономического кризиса. При нём работники не увольняются, а отправляются в отпуск без содержания. Это позволяет значительно сэкономить на заработной плате без ещё большего усугубления официальной безработицы, хотя доходы населения, а значит и уровень жизни продолжают ухудшаться. К неоплачиваемому отпуску в период после распада СССР и связанного с ним кризиса промышленности прибегало значительное количество предприятий, причём такой отпуск мог длиться месяцами и даже годами, сопровождаясь задержками оплаты труда.